# IC 4004
IC 4004 — галактика типу S  M (спіральна змішана галактика) у сузір'ї Гончі Пси.
Цей об'єкт міститься в оригінальній редакції індексного каталогу.